# لويز تومسن
لويز تومسن هي مصورة دنماركية، ولدت في 26 فبراير 1823 في Sorø ‏ في الدنمارك، وتوفيت في 16 يونيو 1907.